# Dan Lanning
Daniel Arthur Lanning (North Kansas City, Missouri, 1986. április 10. –) amerikai amerikaifutball-játékos és -edző, 2022 óta az Oregon Ducks vezetőedzője. 2019 és 2021 között a Georgia Bulldogs védőkoordinátora volt.

## Fiatalkora
2004 és 2007 között a William Jewell Cardinals linebackere volt. Lakótársa egykori támadóelemzője, Trent Figg volt.

## Pályafutása

### Kezdetek
Miután diplomát szerzett, három szezonban a Park Hill Középiskola csapatkoordinátora volt. Tizenhárom órát autózott a Pittsburghi Egyetemre, hogy meggyőzze Todd Grahamet arról, hogy alkalmas. Egy szezonra a Pittsburgh Panthers helyettes edzője lett, majd Grahammel az Arizona State Sun Devilshez távozott. 2013-ban toborzóvá léptették elő, majd 2014 márciusában a Sam Houston State Bearkats munkatársa lett. 2015-ben az Alabama Crimson Tide edzője volt.
2015-ben felvették a Memphis Tigershez.

### Georgia Bulldogs
2018-ban a Georgia Bulldogs linebackereinek edzője, majd 2018-ban védőedzője lett.
A 2020-as Sugar Bowlt követően fizetését 1,25 millió USD-re emelték. 2021-ben a Kansas Jayhawks vezetőedzői pozíciójának várományosa volt, de Lance Leipoldot vették fel.
Utolsó, 2022-es szezonjában a csapat megnyerte a College Football Playoff bajnokságát.

### Oregon Ducks
2021. december 11-én Mario Cristobal utódjaként hat évre 29,1 millió dollárért az Oregon Ducks 35. amerikaifutball-vezetőedzője lett. Első szezonjában a csapat kijutott a Holiday Bowlra, ahol legyőzték a North Carolina Tar Heelst.
A 2023-as szezon konferenciabajnokságán kikaptak a Washington Huskies ellen, majd a Fiesta Bowlon 45–6-ra legyőzték a Liberty Flamest. A feltételezések ellenére Lanning a szezon végén mégse mondott fel.

## Magánélete
Feleségével, Sauphiával három gyermekük született.

## Eredményei vezetőedzőként
| Év                                                                                                 | Eredmény                         | Eredmény                         | Helyezés                         | Továbbjutás                      | Rangsor                          | Rangsor                          |
| Év                                                                                                 | Összesített                      | Konferencia                      | Helyezés                         | Továbbjutás                      | Coaches                          | AP                               |
| Oregon Ducks (Pac-12 Conference)                                                                   | Oregon Ducks (Pac-12 Conference) | Oregon Ducks (Pac-12 Conference) | Oregon Ducks (Pac-12 Conference) | Oregon Ducks (Pac-12 Conference) | Oregon Ducks (Pac-12 Conference) | Oregon Ducks (Pac-12 Conference) |
| -------------------------------------------------------------------------------------------------- | -------------------------------- | -------------------------------- | -------------------------------- | -------------------------------- | -------------------------------- | -------------------------------- |
| 2022                                                                                               | 10–3                             | 7–2                              | T–2.                             | Holiday Bowl                     | 16                               | 15                               |
| 2023                                                                                               | 12–2                             | 8–1                              | 2.                               | Fiesta Bowl†                     | 7                                | 6                                |
| Összesen:                                                                                          | 22–5                             | 15–3                             | –                                | –                                | –                                | –                                |
| Jelmagyarázat: Konferenciadivízió-bajnok vagy bajnoki mérkőzés †: A College Football Playoff része |                                  |                                  |                                  |                                  |                                  |                                  |

## Fordítás
- Ez a szócikk részben vagy egészben  a   Dan Lanning című angol Wikipédia-szócikk ezen változatának fordításán alapul.  Az eredeti cikk szerkesztőit annak laptörténete sorolja fel. Ez a jelzés csupán a megfogalmazás eredetét és a szerzői jogokat jelzi, nem szolgál a cikkben szereplő információk forrásmegjelöléseként.